# U Remind Me
"U Remind Me" là một bài hát của nghệ sĩ thu âm người Mỹ Usher nằm trong album phòng thu thứ ba của anh, 8701 (2001). Nó được phát hành vào ngày 19 tháng 5 năm 2001 như là đĩa đơn đầu tiên trích từ album ở Hoa Kỳ bởi Arista Records. Bài hát được đồng viết lời bởi Anita McCloud với Edmund "Butter" Clement, người cũng đồng thời chịu trách nhiệm sản xuất nó với bộ đôi nhà sản xuất Jimmy Jam and Terry Lewis, cộng tác viên quen thuộc qua nhiều album trong sự nghiệp của nam ca sĩ. Sau khi kế hoạch thực hiện album All About U phải thay đổi liên tục do một số bài hát bị phát tán ra ngoài, Usher đã hủy bỏ kế hoạch phát hành album và thu âm thêm những bản nhạc mới cho 8701, bao gồm "U Remind Me". Đây là một bản R&B mang nội dung đề cập đến một người đàn ông gặp một người phụ nữ thu hút và xinh đẹp, nhưng anh quyết định không muốn có một mối quan hệ tình cảm với cô sau khi nhận ra những điểm giống nhau giữa cô ấy với người bạn gái cũ đã có một cuộc chia tay tồi tệ với anh.
Sau khi phát hành, "U Remind Me" nhận được những phản ứng tích cực từ các nhà phê bình âm nhạc, trong đó họ đánh giá cao chất giọng mượt mà của Usher, giai điệu bắt tai và quá trình sản xuất nó, đồng thời gọi đây là một điểm nhấn nổi bật từ 8701. Ngoài ra, nó còn gặt hái nhiều giải thưởng và đề cử tại những lễ trao giải lớn, bao gồm chiến thắng một giải Grammy cho Trình diễn giọng R&B nam xuất sắc nhất tại lễ trao giải thường niên lần thứ 44. "U Remind Me" cũng tiếp nhận những thành công đáng kể về mặt thương mại, lọt vào top 10 ở hầu hết những quốc gia nó xuất hiện, bao gồm vươn đến top 5 ở những thị trường lớn như Úc, Canada, Pháp, Hà Lan, New Zealand và Vương quốc Anh. Tại Hoa Kỳ, nó đạt vị trí số một trên bảng xếp hạng Billboard Hot 100 và trụ vững trong bốn tuần liên tiếp, trở thành đĩa đơn quán quân thứ hai của Usher và là đĩa đơn trụ vững ở ngôi vị số một lâu nhất của album tại đây.
Video ca nhạc cho "U Remind Me" được đạo diễn bởi Dave Meyers, trong đó bao gồm những cảnh Usher gợi nhắc lại những mối quan hệ tình cảm trong quá khứ với những cô gái có ngoại hình như Mýa, Brandy và Tamia, trước khi anh có những khoảnh khắc thân mật với người bạn gái ngoài đời thực lúc bấy giờ là Chilli của TLC. Để quảng bá bài hát, nam ca sĩ đã trình diễn nó trên nhiều chương trình truyền hình và lễ trao giải lớn, bao gồm CD:UK, The Rosie O'Donnell Show, The Tonight Show with Jay Leno, Top of the Pops, giải Sự lựa chọn của Giới trẻ năm 2001 và giải BET năm 2001, cũng như trong nhiều chuyến lưu diễn của cô. Kể từ khi phát hành, "U Remind Me" đã được hát lại và sử dụng làm nhạc mẫu bởi nhiều nghệ sĩ, như Conor Maynard, Mic Lowry và The Big Moon. Một phiên bản phối lại chính thức cho bài hát đã được phát hành, với sự tham gia sản xuất từ Trackmasters và góp giọng từ Blu Cantrell và Method Man.

## Danh sách bài hát
Đĩa CD tại châu Âu
1. "U Remind Me" - 4:27
2. "I Don't Know" (hợp tác với P. Diddy) - 4:27

Đĩa CD tại Anh quốc
1. "U Remind Me" - 4:27
2. "I Don't Know" (hợp tác với P. Diddy) - 4:27
3. "TTP" - 3:38
4. "U Remind Me" (video ca nhạc) - 4:33

## Xếp hạng
| Bảng xếp hạng (2001)                     | Vị trí cao nhất |
| ---------------------------------------- | --------------- |
| Úc (ARIA)                                | 4               |
| Bỉ (Ultratop 50 Flanders)                | 16              |
| Bỉ (Ultratop 50 Wallonia)                | 3               |
| Canada (Canadian Singles Chart)          | 3               |
| Đan Mạch (Tracklisten)                   | 6               |
| Châu Âu (European Hot 100 Singles)       | 6               |
| Pháp (SNEP)                              | 3               |
| Đức (Official German Charts)             | 21              |
| Ireland (IRMA)                           | 25              |
| Ý (FIMI)                                 | 50              |
| Hà Lan (Dutch Top 40)                    | 3               |
| Hà Lan (Single Top 100)                  | 4               |
| New Zealand (Recorded Music NZ)          | 3               |
| Na Uy (VG-lista)                         | 6               |
| Scotland (OCC)                           | 13              |
| Thụy Điển (Sverigetopplistan)            | 12              |
| Thụy Sĩ (Schweizer Hitparade)            | 22              |
| Anh Quốc (OCC)                           | 3               |
| Anh Quốc R&B (OCC)                       | 2               |
| Hoa Kỳ Billboard Hot 100                 | 1               |
| Hoa Kỳ Hot R&B/Hip-Hop Songs (Billboard) | 1               |
| Hoa Kỳ Pop Airplay (Billboard)           | 6               |
| Hoa Kỳ Rhythmic (Billboard)              | 2               |

| Bảng xếp hạng (2001)                 | Vị trí |
| ------------------------------------ | ------ |
| Australia (ARIA)                     | 47     |
| Belgium (Ultratop 50 Wallonia)       | 38     |
| Europe (European Hot 100 Singles)    | 48     |
| France (SNEP)                        | 36     |
| Japan (Tokyo Hot 100)                | 68     |
| Netherlands (Dutch Top 40)           | 41     |
| Netherlands (Single Top 100)         | 53     |
| New Zealand (Recorded Music NZ)      | 30     |
| Norway Summer Period (VG-lista)      | 12     |
| Sweden (Sverigetopplistan)           | 70     |
| Switzerland (Schweizer Hitparade)    | 66     |
| UK Singles (Official Charts Company) | 65     |
| US Billboard Hot 100                 | 15     |
| US Hot R&B/Hip-Hop Songs (Billboard) | 6      |

| Bảng xếp hạng (2000-09) | Vị trí |
| ----------------------- | ------ |
| US Billboard Hot 100    | 90     |

## Chứng nhận
| Quốc gia | Chứng nhận | Số đơn vị/doanh số chứng nhận |
| --- | ---------- | ----------------------------- |
| Úc (ARIA) | Bạch kim   | 70.000^                       |
| New Zealand (RMNZ) | Vàng       | 5.000*                        |
| Thụy Điển (GLF) | Vàng       | 15.000^                       |
| Anh Quốc (BPI) | Vàng       | 400.000‡                      |
| * Chứng nhận dựa theo doanh số tiêu thụ. ^ Chứng nhận dựa theo doanh số nhập hàng. ‡ Chứng nhận dựa theo doanh số tiêu thụ và phát trực tuyến. |            |                               |